# Smith & Nephew
Smith & Nephew è una multinazionale britannica che produce dispositivi medici con sede a Londra, Regno Unito 
È un produttore internazionale di prodotti avanzati per la gestione delle ferite, e prodotti artroscopici, chirurgia del trauma, prodotti per la terapia clinica e e prodotti di ricostruzione ortopedica. 
I suoi prodotti sono venduti in oltre 120 nazioni.
È quotata nella Borsa di Londra e fa parte dell'Indice FTSE 100.

## Storia
Smith & Nephew venne fondata nel 1856 da Thomas James Smith di Kingston upon Hull che entrò in affari nel mercato dei farmaci di dispensazione Pochi mesi prima della sua morte nel 1896, Smith si unì insieme a suo nipote Horatio Nelson Smith e la società cambiò nome in T. J. Smith and Nephew.

## Premi
- Produttore dell'anno 2007[4]
- Smith & Nephew Advanced Wound Management ha vinto Logistics and Supply Chain Manufacturer Award 2006 (Premio per la logistica e la catena di rifornimento)[5]
- ASM International 2005 Engineering Materials Achievement Award per la tecnologia oxinium di Smith & Nephew's[6]
- Lo studio sui dolori alla schiena di Smith & Nephew's riceve l'Outstanding Paper Award (premio articolo scientifico straordinario) presso l'annuale raduo della North American Spine Society (Società nordamericana della Spina dorsale) del 2003[7]